# Турія (Ковельський район)
Турія́ — село в Україні, у Турійській селищній громаді Ковельського району Волинської області. Населення становить 90 осіб.
Згадується у грамоті з жовтня 1366 р.

## Географія
Селом протікає річка Турія.

## Історія
У 1906 році хутір Вербської волості Володимир-Волинського повіту Волинської губернії. Відстань від повітового міста 14 верст, від волості 12. Дворів 18, мешканців 126.
12 червня 2020 року, відповідно до розпорядження Кабінету Міністрів України № 708-р «Про визначення адміністративних центрів та затвердження територій територіальних громад Волинської області», увійшло до складу Турійської селищної територіальної громади.
19 липня 2020 року, в результаті адміністративно-територіальної реформи та ліквідації Турійського району, село увійшло до новоутвореного Ковельського району. 

## Населення
Згідно з переписом УРСР 1989 року чисельність наявного населення села становила 175 осіб, з яких 85 чоловіків та 90 жінок.
За переписом населення України 2001 року в селі мешкало 157 осіб.

### Мова
Розподіл населення за рідною мовою за даними перепису 2001 року:
| Мова       | Відсоток |
| ---------- | -------- |
| українська | 99,38 %  |
| російська  | 0,63 %   |